# Husička
Husička (Dendrocygna) je rod vrubozobých ptáků z čeledi kachnovití (Anatidae). Husičky se vyskytují v Severní a Jižní Americe, Australasii, Africe, jihovýchodní a jižní Asii. Podobně jako ostatní kachnovití, i husičky (skupina Dendrocygna) jsou notoricky známé svou komplikovanou systematikou, o které se vedou pokračující vědecké debaty.
Rod Dendrocygna vytyčil anglický přírodovědec William John Swainson v roce 1837. Dva druhy kachen, které moderní taxonomie řadí k husičkám, však popsal již Carl Linné v 10. vydání Systema Naturae. Jednalo se o husičku stromovou (tehdy Anas arborea) a husičku podzimní (tehdy Anas autumnalis). Za typový druh skupiny Dendrocygna se považuje husička stěhovavá (Dendrocygna arcuata).
Z molekulárních analýz je zřejmé, že husičky (Dendrocygna) tvoří jeden z bazálních kladů kachnovitých. Rozeznává se následujících 8 druhů husiček:
| Fotografie | Běžné jméno        | Vědecké jméno                           | Rozšíření                                            |
| ---------- | ------------------ | --------------------------------------- | ---------------------------------------------------- |
|            | husička stromová   | Dendrocygna arborea (Linnaeus, 1758)    | Karibik                                              |
|            | husička stěhovavá  | Dendrocygna arcuata (Horsfield, 1824)   | Jihovýchodní Asie, Austrálie                         |
|            | husička podzimní   | Dendrocygna autumnalis (Linnaeus, 1758) | Severní, Střední a jižní Amerika                     |
|            | husička bažinná    | Dendrocygna bicolor (Vieillot, 1816)    | Severní, Střední a jižní Amerika, Afrika, jižní Asie |
|            | husička australská | Dendrocygna eytoni (Eyton, 1838)        | Austrálie                                            |
|            | husička tečkovaná  | Dendrocygna guttata Schlegel, 1866      | Jihovýchodní Asie                                    |
|            | husička malá       | Dendrocygna javanica (Horsfield, 1821)  | jiží a jihovýchodní Asie                             |
|            | husička vdovka     | Dendrocygna viduata (Linnaeus, 1766)    | jižní Amerika, Afrika                                |